# 五一城區 (烏克蘭)
五一城区（烏克蘭語：Первомайський район），是烏克蘭尼古拉耶夫州的一個區，行政中心为五一城，人口数量为147,757人（2021年估计）。

## 历史
2020年7月18日作为乌克兰行政区划改革的一部分，尼古拉耶夫州的区份数量减至4个，五一城区的面积显著增加。改革前五一城区的面積为1,319平方公里，2020年人口数量为28,729人。

## 行政區劃
五一城區下劃分為8個市鎮：
- 五一城市鎮（烏克蘭語：Первомайська міська громада (Миколаївська область)） (市級，行政中心：五一城)
- 阿爾布津卡市鎮（烏克蘭語：Арбузинська селищна громада） (鎮級，行政中心：阿爾布津卡)
- 弗拉迪伊夫卡市鎮（烏克蘭語：Врадіївська селищна громада） (鎮級，行政中心：弗拉迪伊夫卡)
- 克里韋奧澤羅市鎮（烏克蘭語：Кривоозерська селищна громада） (鎮級，行政中心：克里韋奧澤羅)
- 布拉霍達特內市鎮（烏克蘭語：Благодатненська сільська громада） (村級，行政中心：布拉霍達特內)
- 卡姆亞尼米斯特市鎮（烏克蘭語：Кам'яномостівська сільська громада） (村級，行政中心：卡姆亞尼米斯特)
- 米希亞市鎮（烏克蘭語：Мигіївська сільська громада） (村級，行政中心：米希亞)
- 錫紐欣布里德市鎮（烏克蘭語：Синюхинобрідська сільська громада） (村級，行政中心：錫紐欣布里德)